# Jean Monod (Pastor)

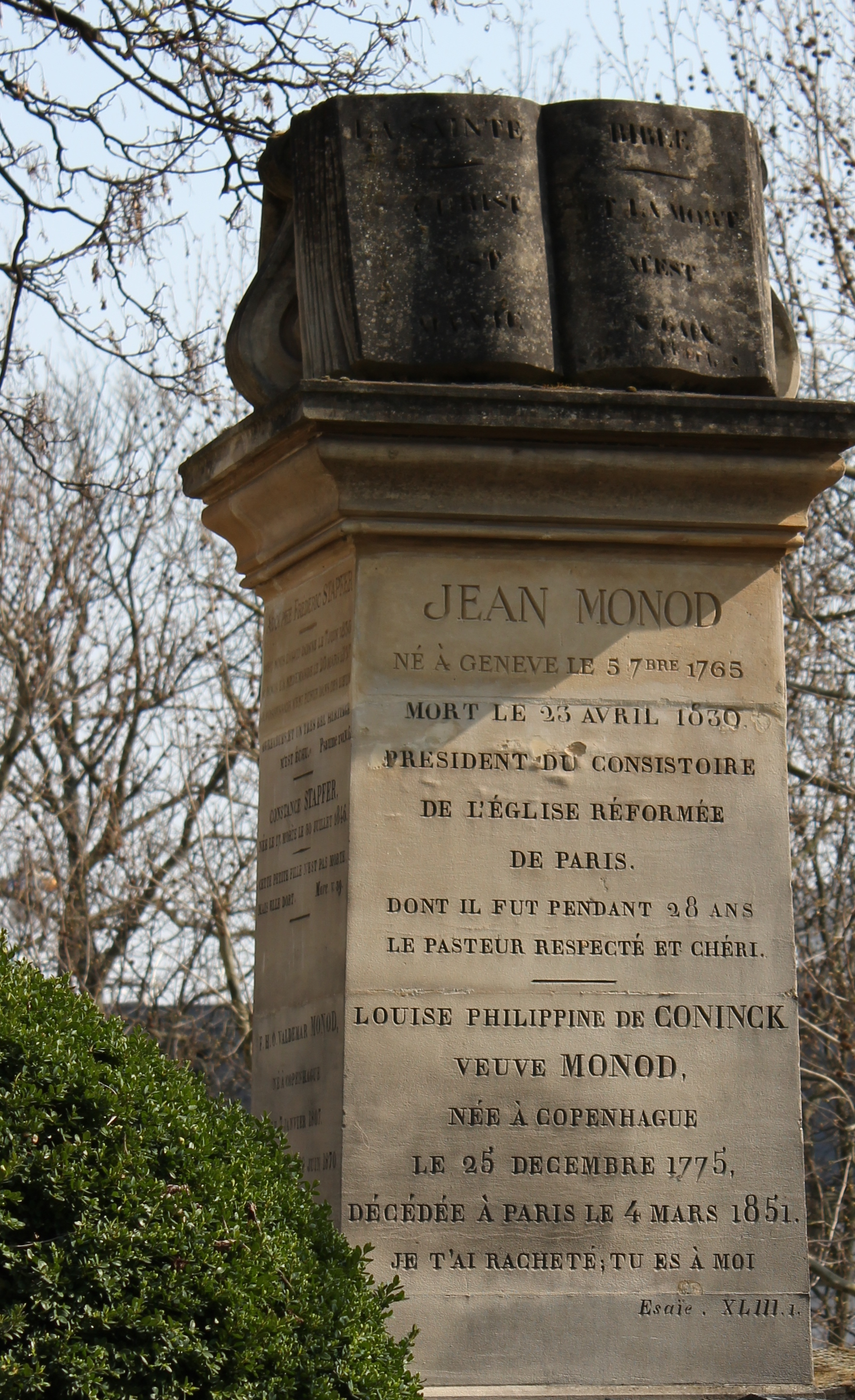
Grabstätte von Jean Monod und seiner Familie auf dem Friedhof Père-Lachaise, Division 36

Jean Monod (* 5. September 1765 in Ambilly bei Genf; † 23. April 1836 in Paris) war ein aus der Genfer Republik stammender französischer reformierter Pastor und Theologe.

## Leben und Wirken
Jean Monod war ein Sohn von Gaspard Joël Monod (1717–1782), einem ehemaligen Pastor, der zur Zeit der Geburt seines Sohnes als Übersetzer und Literat in Genf lebte, und dessen Ehefrau Suzanne Puerani (1737–1799). Er wuchs in Genf auf, wo er nach der Schulausbildung ab 1782 Theologie studierte. 1785 schloss er das Studium mit einer Dissertation über die Zungenrede ab und wurde 1787 ordiniert und in die Compagnie des pasteurs aufgenommen. Bei einer Reise nach Kopenhagen lernte er 1790 Louise de Coninck (1775–1851) kennen, die Tochter des reichen Unternehmers hugenottischer Herkunft Frédéric de Coninck. Er verlobte sich mit ihr und heiratete sie am 18. Januar 1793. Anschließend kehrte er in die Schweiz zurück und arbeitete als Pfarrer in Morges. 1794 wurde er dank des Einflusses seines Schwiegervaters zum Pastor an der französisch-reformierten Kirche in Kopenhagen berufen. Nachdem das Bombardement Kopenhagens durch die Briten im August/September 1807 die Stadt zu einem großen Teil zerstört und das Unternehmen Frédéric de Conincks ruiniert hatte, nahm Monod eine Berufung nach Paris an, wo er während eines Besuchs 1798 bereits gepredigt und Kontakte geknüpft hatte. Er erhielt eine der drei reformierten Pfarrstellen, die Napoleon Bonaparte 1802 eingerichtet hatte, und wirkte an dem seit 1811 als reformierte Kirche dienenden Oratoire du Louvre. Um die große Kinderschar ernähren zu können, betrieb die Familie auch ein Pensionat. Monod war mit Philipp Albert Stapfer befreundet. Seine Tochter Marie heiratete 1827 Stapfers Sohn Charles-Louis Stapfer.
Nach dem Tod von Paul-Henri Marron am 31. Juli 1832 übernahm Monod dessen Amt als Präsident des Konsistoriums der Reformierten Kirche von Paris.
Im Winter 1835/36 erkrankte Monod und starb am 23. April 1836 im Alter von 70 Jahren. Bestattet wurde er unter großer Anteilnahme auf dem Friedhof Père-Lachaise.
Anders als seine zwei berühmteren Söhne Frédéric und Adolphe, die zur Erweckungsbewegung gehörten, wird Jean Monod der Aufklärung bzw. dem Supranaturalismus zugerechnet. Neben einigen Artikeln in Louis Gabriel Michauds Biographie Universelle veröffentlichte er zu Lebzeiten nur zwei Predigten. 51 Predigtabschriften sind im Archiv der Compagnie des pasteurs in Genf erhalten. Ferner übersetzte er Briefe des deutschen Theologen Franz Volkmar Reinhard. In dem Buch Cent cinquante ans après sammelten drei Nachkommen Monods 1943 den Briefwechsel zwischen ihm und seiner Frau.

## Auszeichnungen
- 1817: Theologische Ehrendoktorwürde der Universität Kopenhagen
- 1820: Aufnahme in die Ehrenlegion

## Familie
Aus der Ehe mit Louise de Coninck gingen neun Söhne und vier Töchter hervor. Vier der Söhne und zahlreiche weitere Nachkommen wurden ebenfalls Theologen. Die Nachkommenschaft, die eine herausragende Rolle nicht nur für den französischen Protestantismus, sondern für das Geisteslebens Frankreichs insgesamt spielt, umfasst daneben etliche Gelehrte, Künstler und Politiker, darunter die Nobelpreisträger Jacques Monod und Daniel Bovet, den Afrikaforscher Théodore Monod und den Regisseur Jean-Luc Godard. Seit 1901 ist sie als Familienverband organisiert.
Die Nachkommen der ersten beiden Generationen sind:
- Frédéric Monod (* 17. Mai 1794 in Monnaz; 30. Dezember 1863 in Paris), Pastor am Oratoire, später an der Chapelle du Nord[7]
  - ⚭ 1821 Marie Louise Constance de Coninck (1803–1837), eine Cousine
    - Jean Monod (1822–1907), Theologieprofessor in Montauban ⚭ 1849 Marie Babut (seine Cousine)
    - Louise Monod (1827–1909) ⚭ 1850 Gustave Good, Pastor
    - Gustave Monod (1831–1904), Pastor ⚭ 1855 Charlotte Brown
    - Théodore Monod (1836–1921), Pastor an der Chapelle du Nord, später am Oratoire ⚭ 1867 Gertrude Monod (1846–1878)

  - ⚭ 1839 Suzanne Smedley (1808–1867)
    - Henri Monod (Beamter) (1843–1911), Medizinalbeamter ⚭ 1866 Cécile de Montricher
    - Léopold Monod (1844–1922), Pastor ⚭ 1869 Anna Vernet
    - Albert Monod (1845–1901), Unternehmer ⚭ 1870 Laure de Montricher
    - Émile Monod (1850–1937), Unternehmer ⚭ 1879 Léonie Chiquet
- Henri Monod (* 31. August 1795 in Kopenhagen; † 12. Juni 1869), Unternehmer in Le Havre[8]
  - ⚭ 1829 Camille Jacqueline Gros (1802–1840)
    - Philippe Monod (1831–1911)
    - Marguerite Monod (1832–1913) ⚭ 1852 Henri Amphoux, Pastor
    - Julien Monod (1834–1896)
    - Louis Monod (1840–1917), Arzt
- Adèle (* 24. Dezember 1796 in Kopenhagen; † 2. Mai 1876)[9]
  - ⚭ 1822 Edouard Babut (1787–1848), Beamter
    - Louise Babut (1824–1825)
    - Marie-Charlotte Babut (1826–1827)
    - Marie Babut (1827–1911) ⚭  1849 Jean Monod (1822–1907), Theologieprofessor in Montauban (ihr Cousin)
    - Henri Babut (1829–1856)
    - Fanny Babut (1830–1916) ⚭ 1859 Édouard Stapfer, Unternehmer (ihr Cousin)
    - Charles Edouard Babut (1835–1916), Pastor[10] ⚭ 1868 Hélène Bonnet
- Edouard (* 12. Juli 1798 in Kopenhagen; † 19. Mai 1887), Unternehmer[11]
  - ⚭ 1836 Élisa Gros (1813–1892)
    - Catherine Monod (1838–1853)
    - Fanny Monod (1839–1910) ⚭ 1865 Alexandre von Glehn, Unternehmer
    - Caroline Monod (1842–1843)
    - Gabriel Monod (1844–1912), Historiker ⚭ 1873 Olga Herzen
    - Ferdinand Monod (1848–1848)
    - Isabelle Monod (1851–1944)
    - Auguste Monod (1855–1933)
- Guillaume (genannt Billy; * 10. März 1800 in Kopenhagen; † 22. Januar 1896 in Paris), Pastor[12]
  - ⚭ 1831 Sophie Peschier (1803–1848)
  - ⚭ 1851 Nina Lauront (1812–1880)
- Adolphe (* 21. Januar 1802 in Kopenhagen; † 6. April 1856 in Paris), Pastor, zuletzt am Oratoire[13]
  - ⚭ 1829 mit Hannah Honyman (1799–1868)
    - Mary Monod (1831–1890) ⚭ 1858 Henry Morin
    - Marguerite Monod (1832–1887) ⚭ 1854 Auguste Bouvier (1826–1893), Theologieprofessor in Genf
    - William Monod (1834–1916), Pastor ⚭ 1863 Marie Vallette
    - Sarah Monod (1836–1912), Philanthropin und Feministin
    - Émilie Monod (1838–1920) ⚭ 1865 Théodore Audeoud, Notar
    - Constance Monod (1840–1841)
    - Camille Monod (1843–1910) ⚭ 1867 Charles Vernes, Pastor
- Gustave (* 30. Dezember 1803 in Kopenhagen; † 16. Oktober 1890 in Paris), Chirurg[14]
  - ⚭ 1840 Jeanne Caroline Barnes Good (1813–1885)
    - William Monod (1841–1866), Theologiestudent
    - Frédéric Monod (1842–1860)
    - Charles Monod (1843–1921), Chirurg[15] ⚭ 1867 Léonie Alliez
    - Arthur Monod (1845–1846)
    - Gertrude Monod (1846–1878) ⚭ 1867 Théodore Monod (1836–1921), Pastor (ihr Cousin)
    - Ernest Monod (1848–1913), Pastor ⚭ 1874 Hélène de Heimann
    - Léon Monod (1852– ?), Landwirt ⚭ 1877 Hélène Renous
- Valdemar (* 10. Januar 1807 in Kopenhagen; † 28. Juni 1870), Advokat[16]
  - ⚭ Adèle Lecavalier († 1878)
    - Alfred Monod (1836–1898), Jurist ⚭ 1861 Louise Renard
- Marie (* 31. März 1809 in Paris; † 18. Dezember 1886 ebenda)[17]
  - ⚭ 1827 Charles-Louis Stapfer (1799–1880), Ingenieur
    - Cécile Stapfer (1828–1862) ⚭ 1852 Alphons Salomon, Marineoffizier
    - Édouard Stapfer (1830–1881), Unternehmer ⚭ 1859 Fanny Babut (seine Cousine)
    - Hélène Stapfer (1832–1880) ⚭ 1854 Marc Robineau, Pastor
    - Amélie Stapfer (1838–1920)
    - Paul Stapfer (1840–1917), Literaturwissenschaftler ⚭ 1879 Alice Lavallée
    - Edmond Stapfer (1844–1908), Pastor, später Theologieprofessor ⚭ 1870 Georgine Méjean
    - Horace Stapfer (1848–1913), Arzt ⚭ 1874 Pauline Méjean
- Edmond (* 1811 in Paris; † 1811 ebenda)
- Horace (* 20. Juni 1814 in Paris; † 19. Juli 1881), Pastor in Marseille[18]
  - ⚭ 1839 Félicie Gardes (1818–1886)
    - Adolphe Monod (1841–1893), Pastor ⚭ 1872 Amélie Rives
    - Édouard Monod (1842–1898), Pastor[19] ⚭ 1870 Louise Milsom; ⚭ 1875 Coralie Croses
    - Henri Monod, Advokat ⚭ 1881 Marguerite Fourgassié († 1889)
    - Charles Monod, Pastor ⚭ 1876 Pauline Grivel
    - Franz Monod (1852–1893), Eisenbahnbeamter
    - Augustin Monod, Lehrer
    - Horace Monod d. J. (1861–1910), Pastor[20] ⚭ 1886 Amélie Durand
- Élisa (* 5. März 1815 in Paris; † 1867)[21]
- Betsy (* 3. Februar 1818 in Paris; † ?)[22]

## Veröffentlichungen
- Discours prononcé sur la tombe de M. Frédéric-Jacques Bast. Schoell, Paris 1811.
- Sermon d'actions de grâces pour la paix et de commémoration de la mort de Louis XVI, prononcé à Paris, dans le temple de l'Oratoire, le 26 juin 1814. Leblanc, Paris 1814 (Digitalisat)